# Коллершлаг
Коллершлаг (нем. Kollerschlag) — ярмарочная коммуна (нем. Marktgemeinde) в Австрии, в федеральной земле Верхняя Австрия. 
Входит в состав округа Рорбах.  Население составляет 1536 человек (на 31 декабря 2005 года). Занимает площадь 17 км². Официальный код  —  41317.

## Политическая ситуация
Бургомистр коммуны — Франц Заксингер (АНП) по результатам выборов 2003 года.
Совет представителей коммуны (нем. Gemeinderat) состоит из 19 мест.
- АНП занимает 13 мест.
- СДПА занимает 6 мест.